# Jonathan Trumbull senior

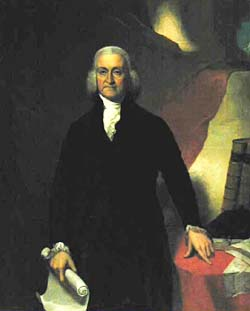
Jonathan Trumbull sr.

Jonathan Trumbull sr. (eigentlich Jonathan Trumble, er änderte 1765 seinen Namen aus unbekannten Gründen; * 12. Oktober 1710 in Lebanon, Colony of Connecticut; † 17. August 1785 ebenda) war ein US-amerikanischer Politiker. Er ist eine der wenigen Personen, die vor dem Unabhängigkeitskrieg Gouverneur einer Kolonie und hinterher ebenfalls Gouverneur eines Bundesstaates waren. Im Unabhängigkeitskrieg war er General George Washington ein großer Freund und Helfer. Er versorgte einen Großteil der Kontinentalarmee mit lebenswichtigen Gütern und gewann dadurch stark an Beliebtheit, die er durch falsche Entscheidungen in seiner Gouverneurszeit allerdings wieder verlor. Trotzdem ist er heute immer noch einer der populärsten Politiker aus der damaligen Zeit.

## Leben
Jonathan Trumbull war Sohn von Joseph und Hannah Trumble. Sie waren im Jahr 1705 aus Rowley, Massachusetts, nach Lebanon gezogen. Jonathan Trumbull, der die Schreibung seines Nachnamens erst 1765 änderte, besuchte ab 1723 mit 13 Jahren bereits die Harvard-Universität, um dort Theologie zu studieren. Im Jahr 1727 schloss er das Studium mit einem Bachelor ab, im Jahr 1730 erwarb er zusätzlich den Master of Arts-Abschluss und damit am 13. Oktober 1730 auch die Lizenz, in Colchester predigen zu dürfen. Er predigte für kurze Zeit in dieser Gemeinde, und eine Zeit lang sah es so aus, als würde er zum festen Pfarrer berufen werden. Jedoch entschied er sich im Sommer 1731, seinem Vater und seinem älteren Bruder Joseph Trumble, jr. in deren Handelshaus zu helfen. Nachdem sein Bruder im Frühjahr 1732 während einer Handelsreise auf hoher See gestorben war, intensivierte er seine Bemühungen um die Geschäfte. Er handelte mit europäischen Händlern am Hafen von Boston und verkaufte ihnen Rinder und andere Güter oder tauschte sie gegen Waren ein, die er wieder in den Regionen um Lebanon verkaufte und erlangte so beträchtlichen Wohlstand. Während er als Händler tätig war, studierte er nebenbei Jura und erwog eine Karriere im öffentlichen Dienst, die im Mai 1733 mit der Wahl in die Generalversammlung (General Assembly) von Connecticut begann. Am 9. Dezember 1735 heiratete er die Pfarrerstochter Faith Robinson (1718–1780), Tochter von Reverend John Robinson und Hannah Wiswall aus Duxbury, Massachusetts. Aus der Ehe gingen sechs Kinder hervor. 1782 wurde er in die American Academy of Arts and Sciences gewählt.

## Politik

### Karriere in Connecticut

Gouverneur Jonathan Trumbull sr.

Im Mai 1733 wurde er als Abgeordneter in das Repräsentantenhaus der Colony of Connecticut gewählt, von 1739 bis 1740 war er der Sprecher des Hauses. Durch seine Hochzeit 1735 – die Familie seiner Ehefrau Faith Robinson war äußerst bekannt und angesehen – wurde er zu einem gern gesehenen Gast der höheren Gesellschaft Connecticuts. Dieser enorme Popularitätsgewinn kam ihm bei den Wahlen sehr gelegen: Im Jahr 1740 wurde er in den Senat Connecticuts gewählt und insgesamt 22 Mal in diesem Amt bestätigt. Anschließend wurde er zum Richter am Gerichtshof seines Countys berufen, später Beigeordneter Richter (assistant judge) am Obersten Gerichtshof in Connecticut und schließlich von 1766 bis 1769 Oberster Richter (chief justice) an diesem Gericht. Als der damalige Gouverneur Thomas Fitch im Jahr 1765 beschloss, den British Stamp Act einzuführen, ein Gesetz der Britischen Regierung, um Geld von den Kolonien zu erhalten, lehnte Trumbull dieses Gesetz ab. Dadurch erhielt er politische Unterstützung der Sons of Liberty, einer Bewegung amerikanischer Patrioten gegen ihr Mutterland Großbritannien, die William Pitkin zum Gouverneur Connecticuts machte und Trumbull zum stellvertretenden Gouverneur. Nach dem Tod Pitkins am 1. Oktober 1769 legte er sein Amt als Richter nieder und wurde selber Gouverneur von Connecticut. Er blieb es anschließend noch bis 1784 und trat danach zurück. Das Besondere an seiner Amtszeit war, dass sie sich, wie bei nur wenigen Gouverneuren, von der Kolonialzeit über die Unabhängigkeit Amerikas 1776 hinaus erstreckte.

### Gouverneur
Nach dem Tod Pitkins und der darauf folgenden Berufung zum Gouverneur galt es dieses Amt bei der Wahl im folgenden Jahr zu verteidigen. Zwar bekam Trumbull mehr Stimmen als der erneut angetretene Thomas Fitch; jedoch konnte keiner der beiden die notwendige absolute Mehrheit für sich vereinen, da sich noch eine Reihe weiterer Kandidaten zur Wahl aufstellen ließen. Bemerkenswert war, dass die Wahl Connecticut in zwei Teile spaltete. Während der große Teil der Wähler Trumbulls aus dem Osten des Staates kam, konzentrierten sich die konservativen Wähler Fitchs im Westen Connecticuts. Nach dem nicht eindeutigen Wahlergebnis war die Versammlung der beiden Kammern (General Assembly) dazu aufgerufen, den Wahlsieger zu ermitteln. Sie bestätigten daraufhin Jonathan Trumbull in seinem Amt.

Das zum Kriegsbüro umgebaute Geschäft von Jonathan Trumbull auf einer Zeichnung von John Warner Barber aus dem Jahr 1835

Am 10. Oktober 1776 trafen die beiden Kammern der Regierung Connecticuts, das Repräsentantenhaus und der Senat, zusammen, und ratifizierten die Unabhängigkeitserklärung. Sie schlussfolgerten allerdings zusätzlich, dass die Regierungsform unter der neuen Charta nicht wie bisher existieren könne, da sie den Gouverneur für nicht mächtig genug hielten. Die Gründung des Bundesstaates Connecticut aus dem Gebiet des Staates Connecticut, unter dem neuen und alten Gouverneur Trumbull, sicherte ihm einen enormen Machtzuwachs, der ihm vor allem beim Unabhängigkeitskrieg zugutekam. Als treuer Freund und Ratgeber George Washingtons versicherte er ihm und der Kontinentalarmee seine volle Unterstützung. Seine wahrscheinlich größte Unterstützung war die Bereitstellung von etwa 60 Prozent der militärischen Stärke, Nahrung, Kleidung, Schuhe und Munition. Connecticut bekam daraufhin den inoffiziellen Beinamen „The Provisions State“. Trumbulls Geschäft in Lebanon, einst Hauptquartier seines Handelimperiums, wurde zum Kriegsbüro (war office). Es ist überliefert, dass unter anderen George Washington, der Marquis de Lafayette, Rochambeau, Benjamin Franklin, Samuel und John Adams sowie die Generäle Israel Putnam und Henry Knox Trumbull in seinem Haus in Lebanon besuchten. Während des Winters 1780/1781 gewährte er etwa 500 französischen Soldaten unter der Leitung von Duc de Lauzun in der Nähe seines Hauses das Recht zu kampieren.
Als Gouverneur beharrte er auf dem historischen Anspruch Connecticuts auf Territorien im amerikanischen Westen und im Oktober 1776 entschied die General Assembly die Bildung des County of Westmoreland im heutigen Pennsylvania. Obwohl er anfangs einstimmig wiedergewählt wurde (bei der Wiederwahl 1775 forderte ihn niemand heraus) wurde er im Laufe der Zeit immer unbeliebter. Im Jahr 1779 befürwortete er die Abschaffung der staatlichen Löhne und Preiskontrollen. Im Jahr 1781 traten Gerüchte im ganzen Bundesstaat auf, der Gouverneur würde sich mit illegalem Handel mit dem noch immer britisch kontrollierten Long Island bereichern. Viele glaubten, dass seine persönlichen Ziele nicht unbedingt dem Wohl des Volkes dienten.
Zum Beispiel sagte er im Oktober 1782 der General Assembly, dass alle Menschen gleich geboren würden, doch diese Gleichheit nicht beibehielten. Seiner Meinung nach könne ein Bürger nicht auf derselben Stufe stehen wie der von ihm gewählte Gouverneur.

„in the State of Nature all men are born equal, but they cannot continue this equality (…) there is danger of running into extreme equality, when each citizen would fain be upon a level with those he has chosen to govern him...“

Es war bei den früheren Gouverneuren üblich, dass sie bis an ihr Lebensende regierten, doch verkündete Trumbull im Mai 1784, sich bei der nächsten Wahl nicht wieder aufstellen zu lassen. Die Strapazen des Krieges hatten Spuren an ihm hinterlassen, allerdings wusste er auch, dass er in der Gunst der Wähler stark abgefallen war und drei seiner vier Gouverneurswahlen nicht mit der absoluten Mehrheit gewonnen hatte. Sein Nachfolger als Gouverneur Connecticuts wurde Matthew Griswold.

## Tod
Nach seinem Rücktritt als Politiker nach mehr als 50 Jahren im Dienste Connecticuts, erst als einfacher Abgeordneter, später als Richter und schließlich als Gouverneur, widmete er sich wieder der Theologie. Da seine finanziellen Ressourcen aufgebraucht und das Geschäft aufgegeben war (während des Krieges war es zum Kriegsquartier umfunktioniert worden; danach hatte er es nicht mehr fortgeführt) gewährte der Bundesstaat Connecticut ihm als Dank für seinen Einsatz im Krieg und die zahlreichen Überstunden Nachzahlungen, welche er in Raten innerhalb von fünf bis sieben Jahren erhalten sollte. Ein zeitgenössischer Biograph schrieb davon, dass ein bankrotter Staat einen bankrotten Gouverneur bezahlt hätte. Er starb am 17. August 1785 an einem Schlaganfall in seinem Haus in Lebanon, welches heute zum Museum umfunktioniert und für Touristen geöffnet ist.
Jonathan Trumbull ist auf dem nach ihm benannten Friedhof Lebanon’s Trumbull Cemetery begraben. Außerdem ist die Stadtbücherei Lebanons nach ihm benannt. Darüber hinaus sind noch Straßen in New Haven und Hartford, Fort Trumbull in New London, das Trumbull College in Yale, die Stadt Trumbull in Connecticut und das Trumbull County in Ohio nach ihm benannt worden. Eine Abstimmung aus dem Jahr 1933 unter den Studenten des Connecticut State Colleges, der heutigen University of Connecticut, ergab den Beschluss, das Maskottchen nach Trumbull auf den Namen Jonathan zu taufen. Außerdem heißt der Schlafsaal auf dem Campus der Universität Trumbull House.

## Familie

### Vorfahren
- Urgroßeltern: John Trumble und Ellenor Chandler wanderten um das Jahr 1639 aus Newcastle upon Tyne, England nach Amerika aus und siedelten erst nach Roxbury und später nach Rowley, Massachusetts über.
- Großeltern: John Trumble of Suffield, Connecticut und Deborah Jackson, Eltern des Vaters; Captain John Higley of Windsor and Simsbury, Vater der Mutter
- Eltern: Joseph Trumble (1678–16. Juni 1755) und Hannah Higley

### Kinder
- Joseph Trumbull (1737–1778), General der kontinentalen Armee
- Jonathan Trumbull jr. (1740–1809), ebenfalls Gouverneur von Connecticut 1798–1809
- Faith Trumbull (1743–1775), heiratete den Brigade General Jedidiah Huntington (1743–1818)
- Mary Trumbull (1745–1831), heiratete William Williams, einen der Unterzeichner der Unabhängigkeitserklärung
- David Trumbull (1751–1822), unterstützte seinen Vater bei der Beschaffung von Waren
- John Trumbull (1756–1843), berühmter Maler zur Zeit des Unabhängigkeitskrieges